# 따웅우 왕조
따웅우 왕조(1531년~1752년)는 버마의 왕조이다. 버간 왕조가 멸망한 다음 버마 지역에는 샨족의 잉와, 버마족의 따웅우, 몬족의 버고(홍사워디) 등 3왕조가 병립했는데 따웅우 왕조가 강력해져서 버마를 재통일했다. 16세기 후반 바인나웅 왕 때 현재의 미얀마 이외에 타이, 라오스 지역까지 진출해 란나를 복속시키고 일시적으로 란쌍 왕국, 아유타야 왕국까지 점령했으나, 후대 왕들의 타이를 겨냥한 확대 정책이 버마, 타이 양국의 국력을 피폐하게 만드는 결과를 낳게 되었다. 수도는 해안 지역의 고도(古都) 버고에 두었으며, 포르투갈이나 에스파냐의 상인이 내왕하였다. 후에 수도는 잉와로 옮겨졌고 해안 지역 몬족의 반란으로 멸망했다. 

## 시초
1280년 두 명의 버마족 형제가 따웅우 산맥 사이에 방벽을 치고 마을을 만든 것이 따웅우 왕국의 수도 따웅우의 시초이다. 당시 따웅우 산맥은 버간 왕조의 영향권 안에 있었는데, 버간의 왕권을 인정하지 않는 많은 버마족들이 이주하여 대도시 따웅우를 형성하였다. 이곳은 험준한 버고 산맥의 한가운데에 있어 동북부의 샨족과 중앙 평원지로부터의 공격을 최소화할 수 있는 천혜의 요지였다. 그러나 잉와 왕국의 통일 정책에 휩쓸려 따웅우는 결국 얼마간 잉와의 지배 아래 놓였다가 16세기 들어 잉와가 약해지자 독립하게 되었다.

## 기틀을 다진 군주 민찌뇨
16세기 초 따웅우의 지도자 민찌뇨는 용맹한 무사로, 쇠락한 잉와의 왕 슈웨난쪼신과 협상하여 그의 딸을 아내로 맞고 중부 버마 관계수의 공급지 짜욱세를 얻어 왕국의 기틀을 다졌다. 민찌뇨는 이에 만족하지 않고 주변의 잉와 왕국 관할지인 야메띤, 따웅뇨, 뺘가웅, 슈웨묘, 낀따 등을 손에 넣음으로써 버마 통일의 기틀을 다졌다. 또한 그는 도성인 따웅우 성 안에 거대한 인공 호수를 조성하여 식수 문제를 해결하고, 농토와 과수원 개간 사업에 열의를 보이기도 했다. 이에 버고와 란나 왕국은 민찌뇨를 한 왕국의 지배자로서 인정하게 되었다.

## 난다버인과 아유타야 전쟁
강력한 법을 통해 점령지를 통합하려 했던 바인나웅의 정책은 그 자신의 군사적 수완에 의해 그나마 유지되고 있을 뿐이었기 때문에, 바인나웅 사후 정복지에서 대대적인 반란이 발생하였다. 뒤를 이은 난다버인(재위 1581~1599)은 선왕의 명으로 라카인 공격에 나섰던 군대를 불러들여 일단 이를 진정시키고 난다버인의 삼촌이 영주로 있으면서 왕위 찬탈을 노리던 잉와 지역을 안정시켰으나, 이후에도 잉와 지역의 반란은 멈추지 않았다. 이때 잉와 정벌에 동참한 아유타야의 나렛 왕자는 아유타야의 독립을 쟁취할 속셈으로 기회를 엿보고 있다가 난다버인의 군대를 공격하려 하였다. 그러나 이를 알아차린 난다버인은 고의로 패배한 것처럼 소문을 퍼뜨렸고, 이에 나렛 왕자는 버고 지역으로 들어갔으나 곧 난다버인의 추격이 있자 이를 따돌리고 아유타야로 돌아갔다.
아유타야가 이렇게 반기를 들자 난다버인은 1584년 대규모 아유타야 공격을 감행했다. 초기에는 따웅우군이 밀고 들어왔으나, 나렛 왕자는 치앙마이와 아유타야를 비우고 퇴각하는 청야 전술을 사용하여 전세를 역전시켰고, 전쟁을 승리로 이끌었다. 그러나 버마에 우호적이었던 속국 캄보디아의 후방 공격으로 인해 아유타야군이 퇴각하는 따웅우군을 국경 밖으로 추격하지는 못하였다. 이후 1585년과 1586년 난다버인은 아유타야에 다시 전쟁을 걸었으나, 두 번 모두 패배하였다. 연이은 전쟁 패배로 버마의 민심은 흉흉해졌으나, 난다버인은 반대자를 무자비하게 숙청하며 또 한 번의 아유타야 공격을 준비하였다. 그러나 1590년의 4차 침공과 1592년의 5차 침공에서도 왕위에 오른 나렛 왕자, 나레수안 대왕의 수완에 말려 연이어 대패하였다. 오히려 나레수안 왕은 캄보디아를 공격해 복속시켰고, 하부 버마를 공격하는 등 기세를 올렸다.
한 번도 이기지 못하면서 연이은 전쟁만을 계속하는 난다버인에 대한 불만은 이제 임계점에 달하여, 삐의 영주였던 난다버인의 아들이 삐 지역의 독립을 선포하고 이어 따웅우, 치앙마이, 잉와의 영주도 독립을 선포하였다. 또 이를 틈타 아유타야의 나레수안은 치앙마이를 복속시켰다. 이런 상황에서 왕위 찬탈을 노리는 따웅우의 영주는 라카인을 끌어들여 수도 버고를 점령하고 난다버인을 생포하였으며, 따웅우 영주군이 돌아간 후 라카인군은 버고를 약탈했다. 이들이 돌아간 후 아유타야의 나레수안이 버고에 공격해 들어왔으나 폐허가 된 버고에서 아무것도 얻지 못하여 붙잡힌 난다버인의 항복을 받기 위해 다시 따웅우-라카인군을 공격하였지만 승리하지 못했다.

## 냐웅얀의 즉위와 냐웅얀 왕조
아유타야 전쟁의 영향으로 국력을 엄청나게 소진한 버마 지역에서는 여러 군벌들이 난립하고 있었다. 이 시기에 포르투갈인 드 브리투(De Brito, 버마식으로 응아진까)가 하부 버마에서 세력을 확장하고 있었고, 삐, 따웅우, 잉와 등이 각각 독립적인 세력을 구축하여 버고 중심의 정통 정권에 맞섰다. 난다버인의 뒤를 이어 왕위에 오른 난다버인의 동생 냐웅얀(재위 1599~1605)은 냐웅얀 지역을 중심으로 영향력을 확장하여 잉와를 접수하였고, 이후 버고와 삐의 잔존세력을 흡수하여 잉와에서 대관식을 올렸다. 그러고 나서 냐웅얀은 다시 버마의 통일을 위해 정복전쟁을 벌였으나 병에 걸려 얼마 못 가 숨졌다. 이후의 이 냐웅얀의 혈통을 중심으로 하는 따웅우 왕조를 냐웅얀 왕조라고도 하는데, 이제부터는 따웅우 지역이 독립적인 역할을 할 때가 많기 때문이다. 또 폐허가 된 버고 역시 정치적 기능을 제대로 수행하기는 어려웠기 때문에 왕국의 정치적 중심은 잉와 지역으로 이동하였다.

## 아나욱펫룬과 포르투갈인의 정치적 소멸
냐웅얀의 아들 아나욱펫룬(재위 1605~1628)은 다시 통일 전쟁을 벌여 1610년까지 삐와 따웅우를 재편입하고 드 브리투의 세력을 공격하여 평정하였다. 나아가 포르투갈계 잔여 세력을 라카인의 왕이 섬멸하여, 버마에 세력권을 구축하려던 포르투갈의 시도는 완전히 좌절되었다. 이후 아나욱펫룬은 치앙마이를 재복속하여 조금 더 세력을 확장하고, 버고에 왕성을 다시 지어 버고를 부흥시키려 노력하였으나, 아들 민예데익바와의 치정 사건에 휘말려 살해되었다.

## 따룬의 안정기
따룬(재위 1629~1648)은 전 왕들과는 다르게 통일을 목표로 한 팽창 정책보다는 현상유지만을 목표로 하였다. 라카인과는 동맹을 맺었고, 타이의 아유타야 왕국과도 우호를 증진시키는 한편, 아유타야가 샨족의 반란을 자극하지 못하도록 하였다. 그러나 잠시의 안정 후 다시 1634년 몬족의 반란이 발생하여 이를 진압한 따룬은 다시 수도를 불안정한 하부의 버고에서 상부의 잉와로 옮기게 된다. 이후 따룬은 신진 세력으로 등장한 네덜란드와도 우호를 돈독히 하여 마침내 완전히 국내외의 정치상황을 안정시킬 수 있었다. 
이러한 바탕 위에서 따룬은 내치에 주력하여, 짜욱세의 관개시설을 개수하여 농토를 넓히고 전국적인 인구조사를 시행하였으며, 이에 따라 세법을 명확히 하고 지역의 단위 인구 수와 농토의 크기에 따른 세금 징수 체계를 확립하였다. 또한 관습법을 손질하여 정리하고 새로운 법전을 편찬하였는데, 이 법전은 이전처럼 팔리어로만 작성하지 않고 일반 민중도 읽을 수 있도록 버마어로 작성한 것이었다. 따룬은 신실한 불교 신자로서 불교 건축물 조성에도 힘썼으며, 불교의 정화를 위해 노력하여 승려들이 계율을 보다 엄격히 지키도록 하였다.

## 쇠퇴기
따룬 이후 따웅우 왕조의 버마는 서서히 몰락의 길을 걷게 되었다. 따룬 시기에 내치는 안정되었으나 거꾸로 긴 평화 때문에 신경쓰지 않은 군사력이 약해졌고, 그의 뒤를 이은 삔들레(재위 1648~1661)의 시기에는 남명의 마지막 황제를 구심점으로 하는 패잔병으로 구성된 유입 세력이 북동부에서 마음껏 약탈을 벌이며 활개를 치는 것조차 제대로 통제하지 못하였다. 이들은 다음 왕인 삐(재위 1661~1672) 왕 시기에 청으로 인도되었으나, 왕의 권위는 이미 상당히 약화되어 있었다. 이를 만회하기 위해 민예쪼틴(재위 1673~1698) 왕은 아유타야 정벌을 시도해 보지만 무참히 실패하여 왕권은 더욱 약화되어 버렸다. 유럽의 영국과 네덜란드, 프랑스 세력에 대해서도 외교적 주도권을 잡지 못하고 끌려다니기만 하는 상황이 지속되었다. 
나중에는 란나 왕국도 독립을 선언하고, 바인나웅 시대에 복속시켰던 인도 동부의 마니푸르와의 전투에서도 패배하여 국왕 뜨닌가누웨(재위 1714~1733)가 전사하는 등 주변 세력의 지속적인 영토 잠식이 이어졌다. 그러다가 결국 따웅우 왕조는 몬족과 프랑스 연합군에 의해 왕궁이 점령당하고 왕이 포로로 잡히는 수모를 겪으며 멸망하기에 이르렀다.

## 같이 보기
- 버고
- 라카인 왕국
- 아바 왕국
- 아유타야 왕국
- 란나 왕국
- 란쌍 왕국
- 나레수안 대왕

## 참고 문헌
- 김성원, 《미얀마 왕조사》, 부산외국어대학교 출판부, 2001, 157-197쪽.